# Rue Saint-Spire
La rue Saint-Spire est une voie du 2e arrondissement de Paris, en France.

## Situation et accès
La rue Saint-Spire est une voie publique située dans le 2e arrondissement de Paris. Elle débute au 14, rue d'Alexandrie et se termine au 8, rue Sainte-Foy. La voie n'est bâtie que du côté pair ; le vis-à-vis étant une placette sans odonyme.

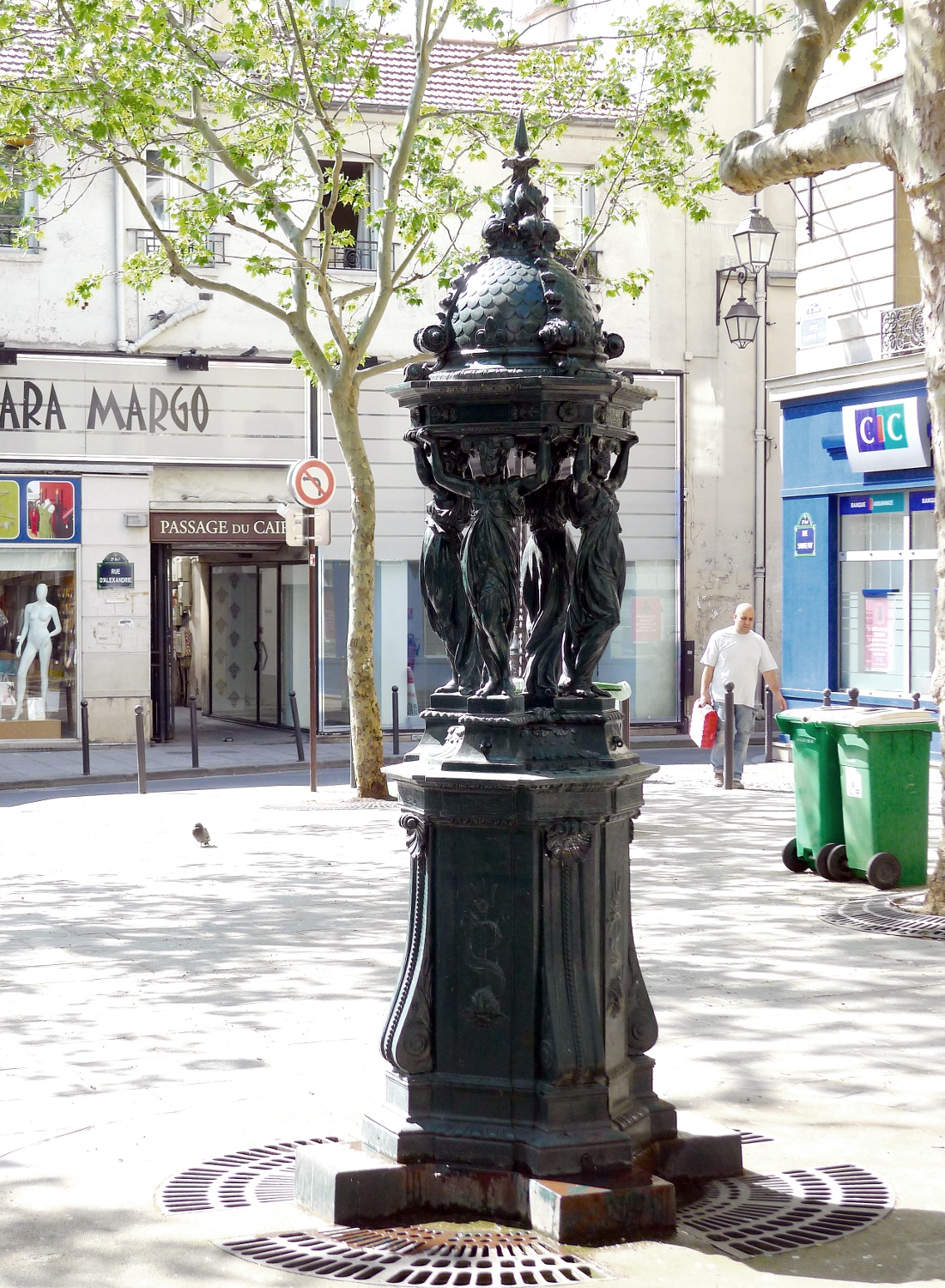
Fontaine Wallace.

## Origine du nom
Si les sources sont concordantes pour indiquer qu'il s'agit originellement du nom de « saint Exupère », qui est devenu « saint Spire » par corruption, elles supposent que la rue doit son nom :
- soit à une enseigne d’un ancien commerce[1] ;
- soit à Exupère, le premier évêque de Bayeux[2],[3] au IVe siècle.

## Historique
En 1672, cette rue formait un côté d'une place appelée « Petite-Plaine » qui la séparait de la rue Sainte-Foy.
Les plans Delagrive et de Robert de Vaugondy, de 1760, ne donnent à cette rue aucune dénomination, mais portent en 1765, le nom de « rue du Cimetière », en raison du cimetière Saint-Sauveur qui y était situé.

## Pour approfondir